# Russia (Ohio)
Pour les articles homonymes, voir Russia (homonymie).
Russia est un village américain situé dans le comté de Shelby, dans l'Ohio. Selon le recensement de 2010, sa population est de 640 habitants.